# Мануель Барільяс
Мануель Лісандро Барільяс Берсіан (17 січня 1845 — 15 березня 1907) — гватемальський генерал, президент країни з квітня 1885 до березня 1892.

## Життєпис
Став тимчасовим президентом Гватемали після смерті президента Хусто Руфіно Барріоса у битві під Чальчуапою в Сальвадорі.
16 березня 1886 року, за результатами виборів, Барільяса було проголошено президентом країни. Наступні вибори (1892) він програв Хосе Рейна Барріосу.
Барільяс залишився у Гватемалі, де займався земельними справами упродовж президентства свого наступника. Проте після убивства Рейни був змушений залишити Гватемалу та виїхати до Мексики, оскільки новий президент Мануель Естрада Кабрера був його особистим ворогом. У Мексиці Барільяс брав участь у кількох змовах, спрямованих на усунення уряду Кабрери.
Був убитий у Мехіко 1907 року (імовірно, за наказом президента Мануеля Кабрери).